# الأثر البيئي للتصديع المائي

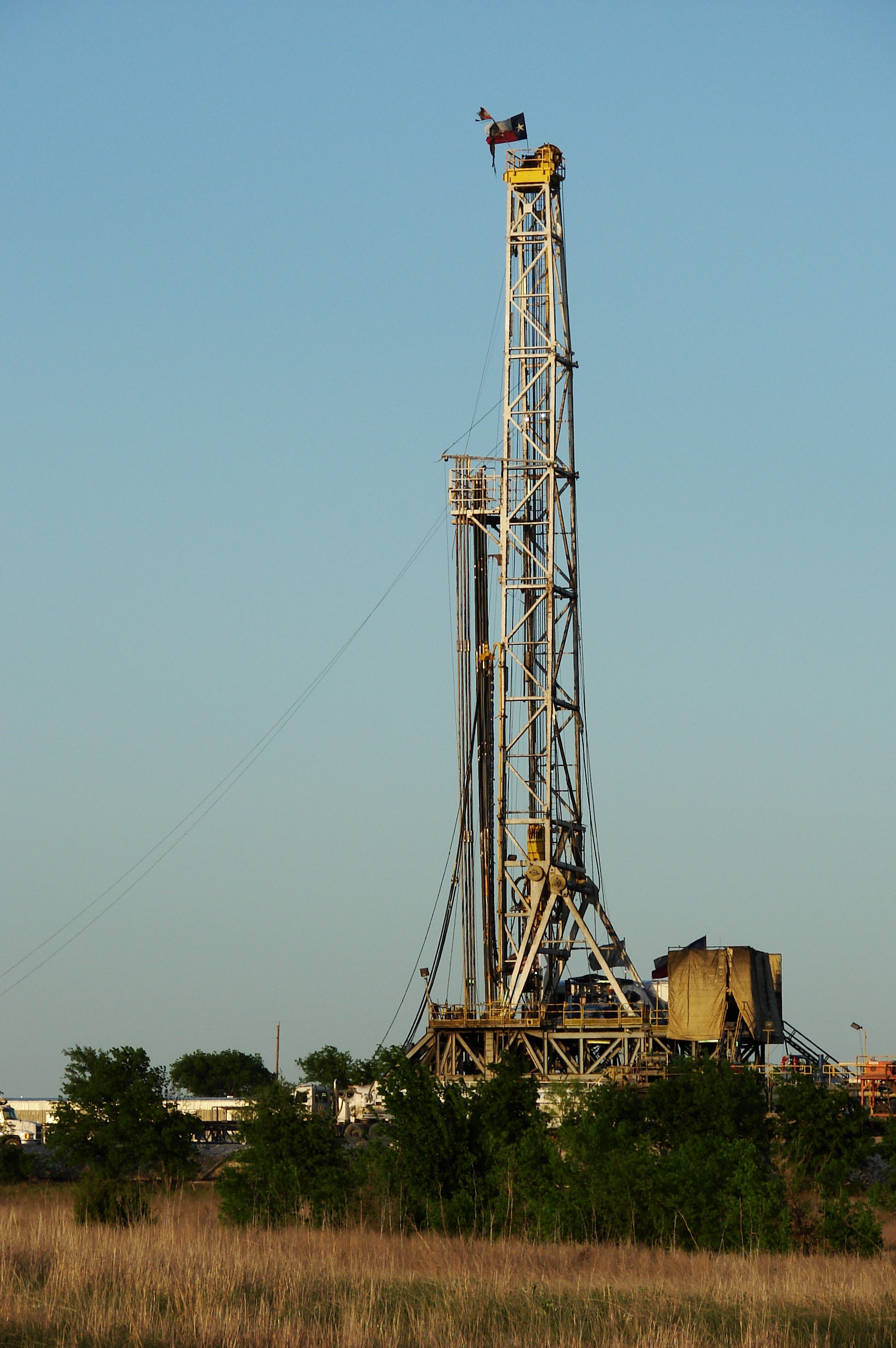
حفر الغاز الصخري في تكساس بارنيت

يرتبط الأثر البيئي للتصديع المائي باستخدام الأراضي واستهلاك المياه، والانبعاثات الهوائية، بما فيها انبعاثات الميثان، وتسرب المياه المالحة وسوائل التصديع، وتلوث المياه، والتلوث الضوضائي والصحة. يعد تلوث المياه والهواء من أكبر المخاطر المهددة لصحة الإنسان الناتجة عن التصديع المائي. حددت الأبحاث أن صحة الإنسان تتأثر بالتصديع المائي. ويلزم التقيد بإجراءات التنظيم والسلامة لتجنب المزيد من الآثار السلبية.
تتضمن سوائل التصديع المائي المواد الداعمة (ساند الشروخ) ومواد أخرى قد تحتوي على مواد كيميائية سامة. في الولايات المتحدة، تعامل بعض الشركات التي تستخدم هذه المواد المضافة كأسرار تجارية. فأدى نقص المعرفة بمواد كيميائية معينة إلى تعقيد الجهود المبذولة لتطوير سياسات إدارة المخاطر ودراسة الآثار الصحية. في السلطات القضائية الأخرى، مثل المملكة المتحدة، يلزم الإعلان عن هذه المواد الكيميائية ويشترط أن تكون تطبيقاتها غير خطرة.
يمكن أن يشكل استخدام المياه في التصديع المائي مشكلة في المناطق التي تعاني من نقص المياه. قد تتلوث المياه السطحية عن طريق حفر النفايات المتسربة والتي جرى بناؤها وصيانتها بشكل غير صحيح، في الولايات القضائية المسموحة فيها. بالإضافة إلى ذلك، يمكن أن تتلوث المياه الجوفية إذا كانت سوائل التصديع وسوائل التراكيب قادرة على التسرب في أثناء عملية التصديع المائي. لكن، تعد احتمالية تلوث المياه الجوفية نتيجة انتقال مائع التصديع إلى أعلى ضئيلة للغاية، حتى خلال فترة طويلة الأمد. تعالج المياه المنتجة، وهي المياه التي تعود إلى السطح بعد التصديع المائي، عن طريق الحقن تحت الأرض، ومعالجة مياه الصرف الصحي البلدية والصناعية، وإعادة استخدامها في الآبار المستقبلية. يحتمل أن يتسرب الميثان إلى المياه الجوفية والهواء، ولكن يمثل تسرب غاز الميثان مشكلة أكبر في الآبار القديمة مقارنةً بالآبار المبنية حديثًا بموجب تشريعات أحدث.
يتسبب التصديع المائي في حدوث زلازل مستحثة تسمى الأحداث الاهتزازية الدقيقة أو الزلازل الدقيقة. تكون قوة هذه الأحداث صغيرة جدًا ولا يمكن اكتشافها على السطح، وتتراوح قوتها عادةً من M-3 حتى M-1. ولكن، كانت آبار التخلص من السوائل (المستخدمة غالبًا في الولايات المتحدة للتخلص من النفايات الملوثة من العديد من الصناعات) مسؤولة عن الزلازل حتى قوة 5.6M في أوكلاهوما وولايات أخرى.
تعمل الحكومات في جميع أنحاء العالم على تطوير أطر تنظيمية لتقييم وإدارة المخاطر البيئية والصحية المرتبطة بالتصديع المائي، وتعمل تحت ضغط الصناعة من جهة، ومجموعات مكافحة التصديع المائي من جهة أخرى. اتبعت بعض البلدان مثل فرنسا مبدأ وقائي وحظرت التصديع المائي. بينما استند الإطار التنظيمي للمملكة المتحدة إلى استنتاج مفاده أنه يمكن التحكم بالمخاطر المرتبطة بالتصديع المائي إذا نفذت في إطار تنظيم فعال وإذا طبقت الممارسات التشغيلية المثلى.

## الانبعاثات الهوائية
صدر تقرير للاتحاد الأوروبي عن المخاطر المحتملة في عام 2012. تتمثل المخاطر المحتملة في «انبعاثات غاز الميثان من الآبار، وأبخرة الديزل والملوثات الخطرة الأخرى، وسلائف الأوزون أو الروائح الناتجة عن معدات التصديع المائي، مثل الضواغط والمضخات والصمامات». وتشكل الغازات وسوائل التصديع المائي المذابة في المياه الراجعة مخاطر انبعاثات هوائية أيضًا. قاست إحدى الدراسات ملوثات الهواء المختلفة الناتجة عن إنشاء بئر غاز متصدع حديث أسبوعيًا لمدة عام، واكتشفت هيدروكربونات غير ميثانية وكلوريد الميثيلين (مذيب سام) وهيدروكربونات عطرية متعددة الحلقات. وثبت أن هذه الملوثات تؤثر على النتائج الجنينية.
يمكن أن تؤثر العلاقة بين التصديع المائي وجودة الهواء على أمراض الجهاز التنفسي الحادة والمزمنة، بما فيها تفاقم الربو (الناجم عن الجسيمات المحمولة بالهواء والأوزون وغازات العادم الناتجة عن المعدات المستخدمة في الحفر والنقل) وداء الانسداد الرئوي المزمن. فمثلًا، تعاني المجتمعات الواقعة فوق حقل ماركيولس الصخري من معدلات ربو مرتفعة. ويعد الأطفال، والشباب النشطون الذين يقضون وقتًا في الهواء الطلق، وكبار السن أكثر عرضة للخطر. أثارت إدارة السلامة والصحة المهنية مخاوف بشأن الآثار التنفسية طويلة الأمد للتعرض المهني للسيليكا المحمولة جوًا في مواقع التصديع المائي. ويمكن أن يرتبط السحار السيليسي بعمليات المناعة الذاتية الجهازية.

## استهلاك الماء
يستخدم التصديع المائي النموذجي الضخم للآبار الصخرية ما بين 1.2 و 3.5 مليون غالون أمريكي (4,500 و 13,200 متر مكعب) من المياه لكل بئر، بينما تستخدم المشاريع الكبيرة ما يصل إلى 5 ملايين غالون أمريكي (19,000 متر مكعب). وتستخدم مياه إضافية عند تصدع الآبار. يتطلب متوسط البئر ما بين 3 إلى 8 ملايين غالون أمريكي (11,000 إلى 30,000 متر مكعب) من المياه طيلة فترة وجوده. وفقًا لمعهد أكسفورد لدراسات الطاقة، تحتاج عمليات التصديع في أوروبا إلى كميات أكبر من السوائل، حيث يكون متوسط عمق الصخر الزيتي أكبر بـ1.5 مرة مما هو عليه في الولايات المتحدة، ورغم أن الكميات المعلنة  قد تبدو كبيرة، لكنها صغيرة مقارنةً مع الاستخدام العام للمياه في معظم المناطق. تشير دراسة في تكساس، وهي منطقة تعاني من نقص المياه، إلى أن «استخدام المياه للغاز الصخري أقل بـ1% فقط من كميات المياه المسحوبة على مستوى الولاية؛ ومع ذلك، تختلف التأثيرات المحلية باختلاف توافر المياه والطلبات المتنافسة.»
نويدات مشعّة
توجد مواد مشعة طبيعية (إن أو آر إم)، مثل الراديوم، والرادون، واليورانيوم والثوريوم، في الرواسب الصخرية. ويحتوي المحلول الملحي الناتج والمندفع إلى السطح إلى جانب النفط والغاز أحيانًا على مواد مشعة طبيعية؛ إذ يحتوي المحلول الملحي الناتج في العديد من آبار الغاز الصخري على هذه المواد المشعة. تعتبر وكالة حماية البيئة الأمريكية والمنظمون في ولاية داكوتا الشمالية أن المواد المشعة في التدفق الراجع تشكل خطرًا محتملًا على العمال في مواقع حفر التصديع المائي والتخلص من النفايات وعلى الذين يعيشون أو يعملون في مكان قريب إذا لم تتبع الإجراءات الصحيحة. أشار تقرير صادر عن وزارة حماية البيئة في ولاية بنسيلفانيا إلى أن وجود احتمال ضئيل للتعرض للإشعاع من عمليات النفط والغاز.

## الضجيج
تحتاج كل وسادة بئر (في المتوسط 10 آبار لكل وسادة) في أثناء عملية التصديع التحضيري والمائي إلى نحو 800 إلى 2,500 يوم من العمل، ما قد يؤثر على السكان. بالإضافة إلى ذلك، تنشأ الضوضاء عن طريق النقل المرتبط بأنشطة التصديع المائي. يُشار غالبًا إلى التلوث الضوضائي الناجم عن عمليات التصديع المائي (مثل الحركة المرورية والمواد المتوهجة/الاحتراقات) كمصدر للضيق النفسي، بالإضافة إلى ضعف الأداء الأكاديمي لدى الأطفال. وتساهم الضوضاء منخفضة التردد الناتجة عن مضخات الآبار في حدوث انزعاجات وعدم ارتياح وإرهاق.
نشرت هيئة النفط والغاز البحرية في المملكة المتحدة (يو كيه أو أو جي)، الهيئة التمثيلية للصناعة، ميثاقًا يوضح كيفية تخفيف مخاوف الضوضاء، باستخدام عازل الصوت، وأجهزة الحفر المكتوم صوتها بشدة عند الحاجة.

## التأثير في المجتمع
غالبًا ما تكون المجتمعات المتأثرة مستضعفة مسبقًا، وتشمل الفقراء أو الريفيون أو السكان الأصليون، الذين قد تستمر معاناتهم من الآثار الضارة للتصديع المائي لأجيال. تساهم المنافسة على الموارد بين المزارعين وشركات النفط في الضغط على العمال الزراعيين وأسرهم، بالإضافة إلى العقلية المجتمعية «نحن ضدهم» التي تخلق ضائقة مجتمعية (مورغان وآخرون 2016). تعاني المجتمعات الريفية المستضيفة لعمليات التصديع المائي غالبًا من «دورة الازدهار/الانهيار»، حيث يرتفع عدد سكانها، وبالتالي تفرض ضغوط على البنية التحتية المجتمعية وقدرات تقديم الخدمات (مثل الرعاية الطبية وإنفاذ القانون).